# Deannie Yip
Deannie Yip est une actrice hong-kongaise née le 25 décembre 1947. 

## Biographie
Deannie Yip reçoit la Coupe Volpi pour la meilleure interprétation féminine lors de la Mostra de Venise 2011 pour Une vie simple  d'Ann Hui.

## Filmographie partielle
- 1980 : L'Enfer des armes
- 1981 : Love Massacre
- 1984 : Pom Pom
- 1984 : Le Retour de Pom Pom
- 1985 : Mr Boo contre Pom Pom
- 1985 : The Unwritten Law
- 1986 : Pom Pom contre-attaque
- 1988 : The Truth
- 1989 : The Truth: Final Episode
- 1992 : Fight Back to School 2
- 1992 : The Prince of Temple Street
- 1992 : Succession par l'épée
- 1993 : Days of Tomorrow
- 1993 : Man of the Times
- 1994 : La Légende du dragon rouge
- 1999 : Prince Charming
- 2011 : Une vie simple de Ann Hui
- 2017 : Our Time Will Come de Ann Hui
- 2025 : Ballad of a Small Player d'Edward Berger

## Prix et récompenses
- 2012 : prix de la meilleure actrice aux Asian Film Awards pour Une vie simple de Ann Hui
- 2012 : Hong Kong Film Award de la meilleure actrice pour Une vie simple
- 2018 : Hong Kong Film Award du meilleur second rôle féminin pour Our Time Will Come[1].